# Morsø Sønder Herred
Morsø Sønder Herred var et herred på øen Mors, i det tidligere Thisted Amt, nuværende Region Nordjylland.

## Kommuner
Herredet bestod af syv kommuner og én købstad indtil kommunalreformen i 1970, hvor disse kom til at høre under Morsø Kommune.
- Karby-Hvidbjerg-Redsted
- Frøslev-Mollerup
- Tæbring-Ovtrup-Rakkeby
- Løderup-Elsø
- Ljørslev-Ørding
- Øster Assels-Vester Assels
- Vejerslev-Blidstrup

Købstad
- Nykøbing Købstadskommune

## Sogne
Herredet bestod af følgende sogne:
Alle sogne kom efter Kommunalreformen i 1970) til at høre under Morsø Kommune
- Blidstrup Sogn
- Elsø Sogn
- Frøslev Sogn
- Hvidbjerg Sogn
- Karby Sogn
- Ljørslev Sogn
- Lødderup Sogn
- Mollerup Sogn
- Nykøbing M Sogn
- Ovtrup Sogn
- Rakkeby Sogn
- Redsted Sogn
- Tæbring Sogn
- Vejerslev Sogn
- Vester Assels Sogn
- Ørding Sogn
- Øster Assels Sogn

Valgmenighed
- Morsø Valgmenighed